# Сушко, Геннадий Николаевич
Геннадий Николаевич Сушко (укр. Генадій Миколайович Сушко; род. 28 января 1970, Попасная, Ворошиловградская область) — советский и украинский футболист и тренер, играл на позициях защитника и полузащитника и нападающего.

## Карьера
В 1988 году выступал за любительский клуб «Стаханов», откуда перебрался в «Прикарпатье». В 1991 году вернулся в «Стаханов», который тогда назывался «Вагоностроитель», а позже был переименован в «Шахтёр». С 1994 по 1997 годы выступал за «Химик» из Северодонецка, далее играл за «Металлург» из Мариуполя. В 1998 году перешёл в российский клуб Жемчужина из Сочи, за который в чемпионате России дебютировал 11 июня того года в домашнем матче 11-го тура против московского «Локомотива», выйдя на 68-й минуте на замену Мануку Какосьяну. Сушко редко выходил на поле, в основном играл за фарм-клуб и в следующем году покинул «Жемчужину» и вернулся на Украину. Сначала играл за любительские клубы, однако в 2001 году перебрался в луганскую «Зарю». В 2002 году на правах аренды выступал за «Авангард» из города Ровеньки. Профессиональную карьеру завершил в 2009 году в свердловском «Шахтёре». В 2010 году был назначен исполняющим обязанности главного тренера «Шахтёра». В марте 2017 года назначен главным тренером клуба ШиМ из Лисичанска.